# Furlanovo zavetišče pri Abramu
Furlanovo zavetišče pri Abramu (900m) je planinsko zavetišče v hiši kmeta Ježa v naselju Nanos na visoki kraški planoti Nanos in so ga odprli leta 1961. Imenuje se po planincu Fricu Furlanu (1902-1952). Domačija (po domače »pri Abramu«) je preurejena tudi v kmečki turizem in poleg gostinskega prostora s 30 sedeži, nudi tudi prenočišča. Odprto je ob koncu tedna.

## Dostopi
- iz Vipave skozi vas Gradišče in čez Gradiško Turo (761m) (2.30-3h)
- iz Podnanosa po cesti 16 km

## Ture
- do Vojkove koče na Nanosu (1240m) (2h)